# Псусенес I
Псусенес I (Akheperre-Setepenamun Hor-Pasebakhaenniut) е фараон от Двадесет и първа династия на Древен Египет. Той е син на фараон Пинеджем I и една от дъщерите на Рамзес XI.
Името Псусенес е гръцка форма на Pasebakhaenniut, букв. Звездата, която се появи в Ниут (Тива). Годините на управлението му силно варират при различните изследователи, като най-общоприети са ок. 1047 – 1001 г. пр.н.е., посочват се и 1039 – 993 г. пр.н.е. (N.Grimal), 1034 – 981 г. пр.н.е. (A.M.Dodson), 1044/3 – 994/3 г. пр.н.е. (S.Quirke,
J.von Beckerath), 1055 – 1004 г. пр.н.е. (D.B.Redford) и други. Не са известни никакви външнополитически действия от времето на Псусенес I. Предвид дългото му управление, са открити много малко надписи с неговото име.
Поддържа близки отношения с жреците на Амон в Тива. Управлява между 40 и 50 години от новата столица Танис в Долен Египет, където пренася много паметници от Пер-Рамзес, бившата резиденция на 19-а династия, изоставена заради редовните наводнения от река Нил и постепенно затрупана с наносна тиня . Там са открити и някои артефакти от времето на Аменемхет III. Псусенес I изгражда основната част от храма посветен на Амон, Мут и Хонсу в Танис . Този храм е ограден с големи стени, чиято дебелина достига 20 метра.
Погребан е в некропола на Танис (гробница NRT III). Гробницата на Псусенес I, открита непокътната през 1940 г., съдържа едно от най-богатите известни погребения, което е забележително с масивната златна погребална маска и саркофага изработен от сребро – рядък материал в Древен Египет . Сребърният саркофаг е поставен във втори саркофаг от черен гранит, който се намира във външнен трети саркофаг от розов гранит, и двата принадлежали по-рано на фараони от Новото царство. Благодарение на това мумията на Псусенес I е добре запазена, въпреки влажния климат в района, който е унищожил повечето мумии погребани там. Изследвания на мумията му показват че е бил много възрастен и страдал от артрит и развалени зъби, когато е починал . В същата гробница са открити и погребенията на фараоните Аменемопет, Сиамун, Псусенес II и Шешонк II.